# 小野薫
小野 薫（おの かおる、1962年-）は、日本の数学者。京都大学数理解析研究所教授。専門は微分幾何学・位相幾何学で、特にシンプレクティック幾何学。

## 略歴
1962年生まれ。理学博士（指導教員は服部晶夫)。1984年 東京大学理学部数学科卒、1987年 東京大学理学系研究科修士課程修了、1988年3月 東京大学理学系大学院博士課程中退、1988年4月 東北大学理学部数学科助手、お茶の水女子大学講師・助教授、北海道大学教授を経て2012年3月 京都大学数理解析研究所教授。2022年4月 同 所長

単独で、また深谷賢治との共同研究で多くの業績をあげている。シンプレクティック幾何学を牽引する一人。

## 主な業績
- 弱単調アーノルド予想の解決
- アーノルド予想のモース不等式への拡張
- フレアーホモロジーの一般化
- フラックス予想の解決

## 職歴
- 1988年4月 東北大学理学部数学科助手
- 1991年1月 お茶の水女子大学理学部数学科講師
- 1994年2月 同 助教授
- 1998年4月 北海道大学大学院理学研究科数学専攻教授
- 2012年3月 京都大学数理解析研究所教授

## 受賞および講演歴
- 1999年 日本数学会幾何学賞
- 2004年 日本数学会秋季賞
- 2006年 井上学術賞[4]
- 2006年 ICM 2006 Madrid 招待講演[5]

## エピソード
名前が「かおる」、女子大教員歴、ロングヘアー、フリルのついたピンクハウスのトップスを愛用されていたことなどから、しばしば誤解されるが、男性である。